# Isländische Badminton-Mannschaftsmeisterschaft 2008
Die Isländische Badminton-Mannschaftsmeisterschaft 2008 fand im Modus „Jeder gegen jeden“ vom 1. bis zum 3. Februar 2008 statt. Meister wurde das Team von Tennis- og Badmintonfélag Reykjavíkur.

## Endstand
| Platz | Team                                                | Punkte | Spiele | G  | U | V  | Spielpunkte |   |    | Sätze |   |    | Bälle |   |      |
| ----- | --------------------------------------------------- | ------ | ------ | -- | - | -- | ----------- | - | -- | ----- | - | -- | ----- | - | ---- |
| 1     | Tennis- og Badmintonfélag Reykjavíkur Öllarar       | 8      | 4      | 24 | 0 | 8  | 24          | - | 8  | 50    | - | 19 | 1368  | - | 1123 |
| 2     | Tennis- og Badmintonfélag Reykjavíkur Z (TBR Ungir) | 5      | 4      | 21 | 0 | 11 | 21          | - | 11 | 43    | - | 26 | 1300  | - | 1157 |
| 3     | Tennis- og Badmintonfélag Reykjavíkur Y             | 5      | 4      | 20 | 0 | 12 | 20          | - | 12 | 41    | - | 27 | 1276  | - | 1207 |
| 4     | Tennis- og Badmintonfélag Reykjavíkur X             | 2      | 4      | 14 | 0 | 18 | 14          | - | 18 | 29    | - | 38 | 1151  | - | 1227 |
| 5     | ÍA/KR Meistarar                                     | 0      | 4      | 1  | 0 | 31 | 1           | - | 31 | 7     | - | 60 | 1010  | - | 1391 |